# 白眉
白眉（はくび）とは中国・故事成語のひとつ。数ある優れた人物の中でも・特に優れている人物。

## 成語の経緯
- 典拠：『三国志』蜀書 馬良伝

三国時代、蜀の馬良、馬謖ら五兄弟はいずれも才名高く、全員字に「常」の字が付くので馬氏の五常と呼ばれた。その中でもひと際優れていた四男・馬良は、眉の中に白毛が混じっていたという。ここから「白眉」という言葉が生まれた。
また、この故事から出て「馬氏の五常」といえば兄弟相並んで才名が高いものに例えられる。